# وولمستورف
وولمستورف (به آلمانی: Wulmstorf) یک منطقهٔ مسکونی در آلمان است که در نوی وولمشتورف واقع شده‌است.